# ماینویلرس
ماینویلرس (به فرانسوی: Mainvillers) یک کمون در فرانسه است که در Canton of Faulquemont واقع شده‌است.

## خصوصیات
ماینویلرس ۶٫۷ کیلومترمربع مساحت و ۲۷۸ نفر جمعیت دارد و ۲۲۵ متر بالاتر از سطح دریا واقع شده‌است.